# Coprologus gracilis
Coprologus gracilis là một loài bọ cánh cứng trong họ Hybosoridae. Loài này được Heer miêu tả khoa học năm 1847.